# Sant Bartomeu de les Camposines
Sant Bartomeu de les Camposines és una ermita de la Fatarella on els veïns de la rodalia acudeixen en romiatge el dia del sant patronal. Antigament havia estat església parroquial d'un petit nucli de població conegut per les Camposines, de manera que al seu costat encara hi ha vestigis d'algun edifici que formava part d'aquest nucli. Està inclosa a l'Inventari del Patrimoni Arquitectònic de Catalunya.

## Descripció
Sant Bartomeu forma part d'un grup de temples petits de la Terra Alta i de la Ribera d'Ebre que per la seva tipologia han estat qualificats de singulars. Estilísticament pertanyen al romànic tardà o protogòtic. Foren bastits el segle xiii durant la colonització de les terres de l'Ebre per iniciativa del comanador templer de Miravet d'acord amb el bisbe de Tortosa. Són petits, de planta rectangular i capçalera plana i construïts de carreuada i maçoneria. A la base dels murs perimetrals, a manera de sòcol, tenen una bancada de pedra des d'on s'eleva una estructura d'arcs de diafragma transversals, de contorn apuntat, que aguanten una coberta de lloses de pedra sobreposades.

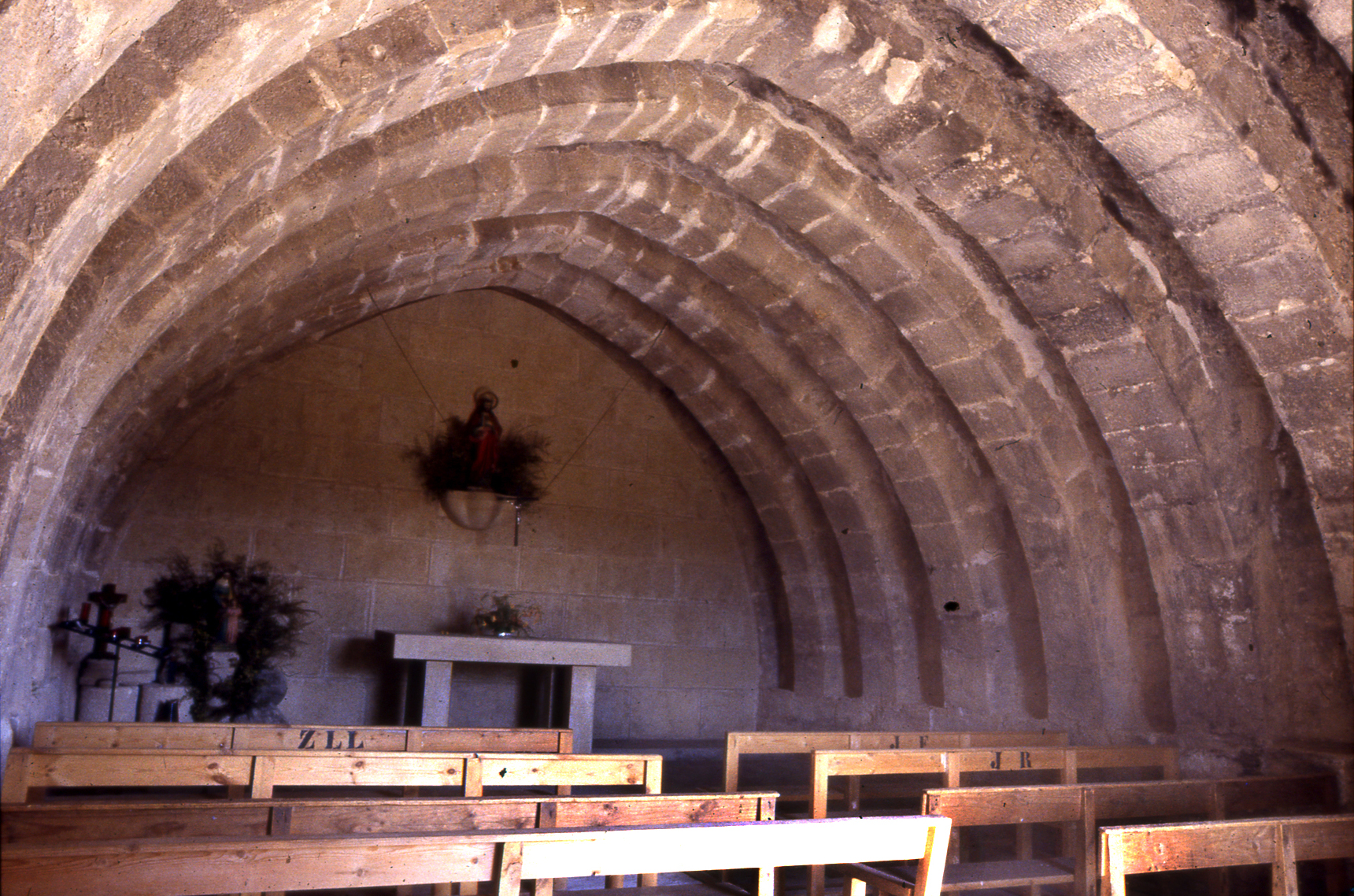
Interior del temple

Sant Bartomeu és dels més menuts (10 m de llarg, 5.85 d'ample i 4 d'altura); té 9 arcs diafragma de 50 cm de gruix i 50 cm de separació entre un i altre. La nau s'orientà canònicament amb la capçalera a sol ixent. A la façana que és a ponent hi té l'única porta, de mig punt amb dovelles, al damunt hi conserva tres permòdols de pedra que deurien aguantar un pòrtic. Corona la testera un petit campanar de paret d'un sol ull.
Al costat de tramuntana, probablement en temps tardans, hi foren construïts dos potents contraforts per estrebar el mur lateral, el qual, en ser construït sobre terreny costerut en algun moment deurien pensar que perillava. Tanca la capçalera una paret de maçoneria de poca gruixa en comparació a les altres. Aquesta particularitat ha fet pensar que potser ha perdut l'absis. Res d'això, aquestes esglésies de la "Reconquesta", que es troben sobretot a la Catalunya Nova i al nord del País Valencià, gairebé sempre tenen una sola nau i capçalera plana.

## Història
Sembla evident que el lloc de les Camposines podria haver estat poblat en temps dels àrabs, tanmateix la primera notícia documental que es coneix del lloc és de la feudalització templera del segle xiii.
L'any 1209, el comanador de Ribera, Pere de Castellnou, atorgà a Pere de Brusca i als homes que vulguessin anar‑hi, carta de població del lloc de les Camposines. Duran el domini templer les Camposines va pertànyer a la Comanda d'Ascó.
Altres notícies d'aquest període sobre les Camposines apareixen en l'article de Carreras Candi dedicat a les lluites entre Entences i templers en temps de Jaume I a finals del segle xiii. En aquestes guerres intestines que sacsejaren diversos indrets de les terres de l'Ebre el lloc de les Camposines fou saquejat i cremat l'any 1291 i l'any 1293.
Es disposa també d'alguna notícia relativa a la població. Així se sap que en el fogatjament de 1307 les Camposines tenia 14 focs, i en el de 1358 en tenia 16.
Poca cosa se sap dels primers segles de senyoriu hospitaler, tanmateix es pot suposar que els masos de les Camposines havien de seguir una tònica semblant als darrers anys templers. L'any 1439 el preceptor de Vilalba, fra Joan de Vilagut, autoritzà la gent de les Camposines a montar el primer trull d'oli.
En el segle següent començà la decadència del lloc i ja no se'n sap cap més noticia fins al relat que deixà escrit el cronista Cock (1585) del pas per allí de la comitiva reial de Felip II: "...era de madrugada, siendo claro el cielo y pasada el agua, fuimos adelante y caminamos por un camino angosto y muy difícil de hallar por los ilercaones, entre sierras (donde no pueden ir carros) y el río Ebro que tiene estas sierras a mano derecha. Habiendo caminado la primer loma hay una venta que dicen Campucines, muy grande, en cuyo término se ven algunas otras quintas."